# Stalni predstavnik pri Organizaciji združenih narodov
Stalni predstavnik pri Organizaciji združenih narodov (včasih imenovan tudi veleposlanik pri OZN) je vodja diplomatskega predstavništva države pri Združenih narodih. Od teh so najbolj pomembni stalni predstavniki tisti, ki so poslani na sedež Organizacije združenih narodov v New York. Vendar pa države članice imenujejo stalne predstavnike tudi v drugih uradih OZN: v Ženevi, na Dunaju in v Nairobiju.
Številne države imenujejo svojega stalnega predstavnika pri OZN "veleposlaniki OZN", v Sloveniji se največkrat uporablja izraz "stalni predstavnik pri OZN". Čeprav ima stalni predstavnik enakovreden diplomatski rang veleposlanika (ali vodje misije ali visokega komisarja ), je akreditiran pri mednarodni organizaciji in ne pri vodji države (kot bi bil državni veleposlanik) ali pri vodji vlade (kot bi bil visoki komisar).

## Predstavniki v svetih OZN
Nekateri diplomati so predstavniki v svetih OZN, kot je Ekonomski in socialni svet Organizacije združenih narodov.

## Ambasadorji dobre volje
Unesco ima namesto stalnih predstavnikov stalne delegate, ki vodijo diplomatska predstavništva pri organizaciji. Obstajajo tudi Unescovi ambasadorji dobre volje, kot so številne znane osebnosti, ki delujejo kot Unescovi ambasadorji za določeno tematsko področje. Podobne ambasadorje dobre volje UNHCR.

## Slovenski stalni predstavniki pri OZN
Slovenija ima svoja stalna predstavništva pri Organizaciji združenih narodov v New Yorku, na Dunaju in Ženevi. Nekatere pokrivajo še druge mednarodne organizacije v določenem mestu.
- Stalno predstavništvo Republike Slovenije pri Združenih narodih, New York
- Stalno predstavništvo Republike Slovenije pri OZN, OVSE in drugih mednarodnih organizacijah na Dunaju
- Stalno predstavništvo Republike Slovenije pri Združenih narodih, Švica